# Jack Rebours
Jack Rebours, né le 3 mai 1996 sur l'île de Jersey, est un coureur cycliste britannique, membre de l'équipe Jersey Cycling Association.

## Biographie
En 2016, Jack Rebours rejoint l'ES Torigni, club français évoluant en division nationale 3. Avec celui-ci, il termine notamment quarantième du Grand Prix de Saint-Hilaire-du-Harcouët, une course élite nationale. Durant l'été, il remporte le championnat de l'île de Jersey sur route. Au mois de juin 2017, il décroche la médaille d'argent sur l'épreuve chronométrée des Jeux des Îles, derrière Torkil Veyhe.
En 2018, il est sélectionné en équipe de Jersey pour participer aux Jeux du Commonwealth, au mois d'avril. À Gold Coast, il se classe 23e et meilleur coureur de sa délégation sur le contre-la-montre, puis abandonne sur la course en ligne.

## Palmarès
- 2017
  -  Médaillé d'argent du contre-la-montre aux Jeux des Îles